# 德語維基百科
德語維基百科（德語：Deutschsprachige Wikipedia）為維基百科協作計劃之德語版本，由非營利組織──維基媒體基金會維持負責。目前為各語言維基百科計劃中，規模排名第四（依條目量計算）、僅次於英文版、宿霧語版和瑞典語版的維基百科。於2009年12月27日，德語版條目突破100萬篇，為第2個條目數超過100萬的維基百科。至2025年3月25日，德語維基百科的條目已經超過三百万個。

## 歷史
德語維基百科是第一個並非英語為子網域的維基百科，並由吉米·威爾士於2001年3月16日宣佈成立。2001年5月開始創建條目，時間上較加泰羅尼亞語維基百科遲。

## 語言與方言
德語維基百科以德語詞典「杜登」（Duden）為標準的德語編寫。而遇上有關瑞士或奧地利的條目，則允許滲入當地語言風格，其差別小於美式英語及英式英語——例如瑞士德語使用ss而非ß。
德語維基百科並不使用部分德語方言（如瑞士德語）。有部分德語方言獨立成為不同版本的維基百科，這些方言包括阿勒曼尼語（瑞士德語）、低地德語、賓夕法尼亞德語、摩泽尔法兰克语（卢森堡语）及奧地利-巴伐利亞語。

## 特色
德語版與英語版在各方面都有所不同，以下為部分例子：
- 對是否適合載於百科有嚴格的規定。當代人物必須擁有高知名度才可為其編寫條目。此外德語維基百科不鼓勵為《星空奇遇記》、《星際大戰》、《哈利·波特》、《魔戒》等作品中的虛構人物編寫條目；在大部分的情況下，這些條目會被刪除或合併，例如像在英文維基百科獨立成篇的甘道夫及佛羅多·巴金斯，在德語版本中僅容許一個名為「托爾金小說的虛構角色」的條目。但亦有例外，如中主角即有德語版。版權過期之經典文學作品不在此限，例如三國演義登場之貂蟬擁有獨立條目。有關未來事件或發行物（例如電腦遊戲）亦會被刪除。例如在2007年中，由於反對其他大型維基百科的做法，德語維基百科並無為當時即將發行的電腦遊戲《孤岛危机》創立條目；而經過多次討論後，該條目遭刪除及白紙保護，直至該遊戲的公佈發售日期前一個月才解除保護。

- 並無合理使用規定。於英文版本中以合理使用為原因而容許使用的圖片及其他媒體可能並不適合於德語版中出現，日語版同樣也不允許合理使用。

- 大量具爭議性的條目受半保護，時間長達數月，匿名用戶或新註冊用戶均不能編輯。於2005年9月4日，共有253個條目受半保護（英文維基百科有138個）。受半保護條目的數量為所有維基百科之冠。

- 即使內容為著名的人物或事物，如果被認為篇幅過短，該條目都有可能被刪除。德語版與英語版對小作品的要求差別很大。

- 德语维基百科允许IP用户创建新页面，英语维基百科却不允许IP用户创建新页面。

值得一提的是，德語維基百科將德語、丹麥語、世界語、法語、拉丁語、荷蘭語、挪威語（包括書面挪威文及新挪威文）、瑞典語及中文以外各語言的維基百科放在的子頁面間下介紹，而不視其為百科條目。這不單只跟英文版不同，亦有別於其他版本中會以百科條目介紹各語言版本的維基百科的做法。

## 内容出版
2008年4月17日，德语维基百科的化学部分内容结集出版。4月份，德国著名出版社贝塔斯曼也在计划出版一卷本的德语维基百科内容，从万个受欢迎的条目中精选出1000个条目编成1000页的一本书，9月份上市。